# Ouro-Balla
Ouro-Balla est une commune rurale située dans le département de Mansila, dans la province du Yagha, région du Sahel, au Burkina Faso.